# 1. Volleyball-Club Wiesbaden 2014-2015
Questa voce raccoglie le informazioni riguardanti il 1. Volleyball-Club Wiesbaden nelle competizioni ufficiali della stagione 2014-2015.

## Organigramma societario
Area direttiva
- Presidente: Georg Kleinekathöfer

Area tecnica
- Allenatore: Andreas Vollmer
- Allenatore in seconda: Christian Sossenheimer
- Scout man: Detlev Schönberg

Area sanitaria
- Medico: Alexander Mayer
- Fisioterapista: Florian Lotz, Andrea Schmidt

## Rosa
| N° | Nome                 | Ruolo | Data di nascita  | Nazionalità sportiva |
| -- | -------------------- | ----- | ---------------- | -------------------- |
| 2  | Annalena Mach        | S     | 1º giugno 1995   | Lussemburgo          |
| 4  | Tanja Großer         | S     | 27 novembre 1993 | Germania             |
| 5  | Karine Muijlwijk     | S/O   | 16 febbraio 1988 | Paesi Bassi          |
| 6  | Rebecca Schäperklaus | C     | 2 luglio 1992    | Germania             |
| 7  | Pauliina Vilponen    | S     | 20 febbraio 1992 | Finlandia            |
| 8  | Julia Osterloh       | C     | 9 aprile 1986    | Germania             |
| 10 | Kaisa Alanko         | P     | 3 gennaio 1993   | Finlandia            |
| 11 | Izabela Śliwa        | L     | 11 dicembre 1990 | Polonia              |
| 13 | Regina Burchardt     | S     | 1º luglio 1983   | Germania             |
| 14 | Iveta Halbichová     | P     | 19 dicembre 1989 | Rep. Ceca            |
| 15 | Jennifer Pettke      | C     | 29 maggio 1989   | Germania             |
| 17 | Elena Steinemann     | S     | 8 dicembre 1994  | Svizzera             |